# Atletismo nos Jogos Pan-Americanos de 2011 - Salto com vara masculino
A competição do salto com vara masculino foi um dos eventos do atletismo nos Jogos Pan-Americanos de 2011, em Guadalajara. Foi disputada no Estádio Telmex de Atletismo no dia 28 de outubro.

## Calendário
Horário local (UTC-6).
| Data          | Horário | Fase  |
| ------------- | ------- | ----- |
| 28 de outubro | 15:30   | Final |

## Medalhistas
| Ouro   | CUB Lázaro Borges   |
| Prata  | USA Jeremy Scott    |
| Bronze | MEX Giovanni Lanaro |

## Recordes
Recordes mundial e pan-americano antes da disputa dos Jogos Pan-Americanos de 2011.
| Tipo                             | Atleta       | Marca  | Local         | Data                |
| -------------------------------- | ------------ | ------ | ------------- | ------------------- |
|                                  | Sergey Bubka | 6,14 m | Sestriere     | 31 de julho de 1994 |
| Recorde dos Jogos Pan-Americanos | Pat Manson   | 5,75 m | Mar del Plata | 18 de março de 1995 |

## Resultados

### Final
| Pos.              | Atletas              | País               | 4.90 | 5.05 | 5.20 | 5.30 | 5.40 | 5.50 | 5.60 | 5.65 | 5.70 | 5.76 | 5.80 | Resultado | Obs.                             |
| ----------------- | -------------------- | ------------------ | ---- | ---- | ---- | ---- | ---- | ---- | ---- | ---- | ---- | ---- | ---- | --------- | -------------------------------- |
| Medalha de ouro   | Lázaro Borges        | CUB Cuba           | –    | –    | –    | –    | o    | o    | o    | –    | o    | xxo  | o    | 5.80      | Recorde dos Jogos Pan-Americanos |
| Medalha de prata  | Jeremy Scott         | USA Estados Unidos | –    | –    | –    | o    | xo   | xo   | o    | –    | xxx  |      |      | 5.60      |                                  |
| Medalha de bronze | Giovanni Lanaro      | MEX México         | –    | –    | –    | o    | o    | o    | xxx  |      |      |      |      | 5.50      |                                  |
| 4                 | Germán Chiaraviglio  | ARG Argentina      | –    | –    | xo   | –    | xo   | xo   | xxx  |      |      |      |      | 5.50      | Recorde da temporada             |
| 5                 | Fábio Gomes da Silva | BRA Brasil         | –    | –    | –    | o    | xo   | xxx  |      |      |      |      |      | 5.40      |                                  |
| 6                 | Yanquier Lara        | CUB Cuba           | –    | o    | xo   | –    | xo   | xxx  |      |      |      |      |      | 5.40      |                                  |
| 7                 | Jason Wurster        | CAN Canadá         | –    | –    | o    | xxx  |      |      |      |      |      |      |      | 5.20      |                                  |
| 8                 | Luis Nevárez         | MEX México         | o    | o    | xxx  |      |      |      |      |      |      |      |      | 5.05      |                                  |
| 9                 | Rubén Benítez        | ARG Argentina      | o    | xo   | xxx  |      |      |      |      |      |      |      |      | 5.05      |                                  |
| 10                | Jabari Ennis         | JAM Jamaica        | o    | xxx  |      |      |      |      |      |      |      |      |      | 4.90      |                                  |
| 99 !              | Nick Mossberg        | USA Estados Unidos | –    | –    | xxx  |      |      |      |      |      |      |      |      | NM        |                                  |
| 99 !              | Rick Valcin          | LCA Santa Lúcia    | xxx  |      |      |      |      |      |      |      |      |      |      | NM        |                                  |

Legenda
| Recorde mundial                  | Recorde mundial (World record)               |                       | Recorde africano                      | Recorde africano (African) |                                           | Q | Classificado por posição (Qualified) |
| Recorde dos Jogos Pan-Americanos | Recorde pan-americano (Pan-American record)  | Recorde da América    | Recorde da América (Americas)         | q                          | Classificado por melhor tempo (Qualified) |   |                                      |
| Melhor marca do ano              | Melhor marca do ano (World leading)          | Recorde asiático      | Recorde asiático (Asian)              | DNS                        | Não largou (Did not start)                |   |                                      |
| Recorde nacional                 | Recorde nacional (National record)           | Recorde europeu       | Recorde europeu (European)            | DNF                        | Não terminou (Did not finish)             |   |                                      |
| Recorde pessoal                  | Recorde pessoal do atleta (Personal best)    | Recorde da Oceania    | Recorde da Oceania (Oceania)          | DSQ / DQ                   | Desclassificado (Disqualified)            |   |                                      |
| Recorde da temporada             | Recorde da temporada do atleta (Season best) | Recorde sul-americano | Recorde sul-americano (South America) | NM                         | Sem marca (No mark)                       |   |                                      |